# Jackie Slater
Jackie Ray Slater (* 27. Mai 1954 in Jackson, Mississippi) ist ein ehemaliger US-amerikanischer American-Football-Spieler und -Trainer. Er spielte als Offensive Tackle in der National Football League (NFL) bei den Los Angeles Rams/St. Louis Rams.

## Spielerlaufbahn

### Collegekarriere
Jackie Slater ist der Älteste von fünf Brüdern und war bereits auf der High School als Footballspieler, Basketballspieler und Leichtathlet aktiv. Im Jahr 1972 erhielt er ein Stipendium der Jackson State University, wo er zusammen mit Runningback Walter Payton und Linebacker Robert Brazile für die Jackson State Tigers Football auf der Position eines Offensive Tackle spielte. In den Jahren 1973 bis 1975 wurde er in die Auswahlmannschaft der Southwestern Athletic Conference gewählt. Im Jahr 1975 erfolgte die Wahl zum All-American, im folgenden Jahr spielte er im College-All-Star-Game gegen die Pittsburgh Steelers.

### Profikarriere
Slater wurde im NFL Draft 1976 von den Los Angeles Rams in der dritten Runde als 86. Spieler ausgewählt. In den ersten drei Jahren kam er lediglich als Ersatzspieler zum Einsatz. Erst im Jahr 1979 konnte er sich in der von Ray Malavasi trainierten Mannschaft einen Stammplatz als Offensive Tackle sichern. In diesem Jahr feierte er auch seinen größten Erfolg. Die Rams konnten in der Regular Season neun von 16 Spielen gewinnen und trafen in den Play-offs zunächst auf die Dallas Cowboys, die mit 21:19 besiegt werden konnten. Mit diesem Sieg konnten die Rams in das NFC Championship Game gegen die Tampa Bay Buccaneers einziehen. Der 9:0-Sieg über die Buccaneers führte zum Einzug der Rams in den Super Bowl XIV, wo man auf die von Chuck Noll betreuten Pittsburgh Steelers traf, die sich mit 31:19 gegen das Team aus Los Angeles durchsetzen konnten.
Zusammen mit Slater entwickelte sich die Offensive Line der Rams zu einer der Besten der gesamten NFL. 1983 ließ dieser Mannschaftsteil lediglich 23 Sacks zu. Dies war der niedrigste Wert in der Liga. Dem Rookie-Runningback Eric Dickerson gelang mit einem Raumgewinn von 1808 Yards ebenfalls eine Jahresbestleistung. Obwohl Slater aufgrund einer Knieverletzung nur in den ersten sieben Spielen für die Rams auflaufen konnte, sollte Dickerson mit 2105 Yards diese Leistung im folgenden Jahr noch übertreffen.
Die Rams konnten sich in den nächsten Jahren wiederholt für die Play-offs qualifizieren. Ein Titelgewinn gelang dem Team um Jackie Slater allerdings nicht mehr. Vor der Saison 1995 zog das Franchise nach St. Louis um. Nach nur einem Spiel in der Saison 1995 beendete Slater im Alter von 41 Jahren seine Laufbahn. Seine 20 abgeleisteten Spieljahre bei einem Franchise sind noch heute ein Mannschafts- und NFL-Rekord.

## Trainerlaufbahn
Jackie Slater war nach seiner Spielerlaufbahn als Assistenztrainer bei den Rams tätig und wurde 2006 als Assistent von Head Coach Art Shell von den Oakland Raiders verpflichtet. Er war für die Offensive Line verantwortlich und wurde aufgrund von Erfolglosigkeit ein Jahr später zusammen mit Shell wieder entlassen. Er nahm danach eine Stelle als Assistenztrainer an der Azusa Pacific University an.

## Ehrungen
Slater spielte siebenmal im Pro Bowl, dem Abschlussspiel der besten Spieler einer Saison. Er wurde siebenmal zum All-Pro gewählt und ist Mitglied in der Pro Football Hall of Fame, in der Mississippi Sports Hall of Fame, sowie in der Jackson State Athletic Hall of Fame. 1995 erhielt er den Bart Starr Award. Die Rams haben seine Rückennummer gesperrt, zudem wird er auf dem St. Louis Ring of Fame im Edward Jones Dome, dem Stadion der Rams, geehrt.

## Privatleben
Slaters Sohn Matthew Slater ist ebenfalls Footballprofi, selbst mehrfacher Pro-Bowl-Spieler und gewann 2014, 2016 und 2018 mit den New England Patriots den Super Bowl XLIX, Super Bowl LI und Super Bowl LIII.